# Park Beyond
Park Beyond ist eine Bau- und Management-Simulation, entwickelt von Limbic Entertainment und veröffentlicht von Bandai Namco Entertainment. Das Spiel wurde im Juni 2023 für Windows-PC, PlayStation 5 und Xbox Series X und Series S veröffentlicht.

## Spielverlauf
Park Beyond ist ein Bau- und Management-Simulationsspiel, in dem der Spieler seine eigenen Themenparks bauen kann. Im Spiel muss der Spieler verschiedene flache Fahrgeschäfte und Achterbahnen als Hauptattraktionen des Parks sowie andere relevante Einrichtungen wie Geschäfte und Restaurants bauen, entwerfen und verwalten. Diese Einrichtungen können umfangreich angepasst werden. Park Beyond führt die Idee der „Impossifizierung“ ein, die es den Spielern ermöglicht, Fahrgeschäfte zu bauen, die der Physik und der Schwerkraft trotzen. Diese Fahrgeschäfte erzeugen eine Ressource namens Amazement. Mit genügend Amazement können die Spieler neue Wege erforschen, um ihre Attraktionen „unmöglich“ zu machen. Als Parkmanager müssen die Spieler auch die gesellschaftlichen Trends im Auge behalten, um sicherzustellen, dass ihre Attraktionen Spieler in den Park locken.
Die Spieler werden im Spiel auf verschiedene Berater treffen, die den Spieler vor unterschiedliche Konflikte stellen werden. So kann beispielsweise eine phantasievolle Attraktion, die ein Berater vorschlägt, von einem anderen kritisch hinterfragt werden, weil sie möglicherweise finanziell nicht realisierbar ist. Die Spieler müssen sich diesen Dilemmas stellen und regelmäßig Entscheidungen treffen. Der Spieler nimmt auch an Pitch-Meetings teil, in denen er dem Vorstand des Parks seine Pläne für den Park erläutert.

## Entwicklung
Park Beyond wird derzeit vom deutschen Entwickler Limbic Entertainment entwickelt. Nachdem das Team vier Jahre lang an Tropico 6 (2019) gearbeitet hatte, wollte es etwas Neues schaffen, und zwei Freizeitpark-Enthusiasten schlugen dem Management vor, einen Freizeitpark-Simulator zu entwickeln. Laut Stephan Winter, dem Geschäftsführer von Limbic, wurde die Idee vom Team begrüßt, weil sie „frisch genug war, um alle zu begeistern“, und weil sie in der Lage waren, „eine Menge Know-how“ von der Arbeit an einem Städtebauspiel auf ein Freizeitpark-Simulationsspiel zu übertragen. Während das Team die Idee der „Impossifizierung“ einführte, wollten sie dennoch, dass das Spiel „in der Realität verankert“ und „glaubwürdig“ ist.
Das Spiel wurde von Limbic Entertainment und Publisher Bandai Namco Entertainment auf der Gamescom 2021 angekündigt. Bandai Namco wurde im Oktober 2022 Mehrheitsaktionär von Limbic Entertainment. Ursprünglich sollte das Spiel 2022 erscheinen, wurde aber verschoben und am 16. Juni 2023 für Windows PC, PlayStation 5 und Xbox Series X und Series S veröffentlicht. Spieler, die die Standard-Edition des Spiels vorbestellten, erhielten das „Pac-Man Impossification Set“. Außerdem erhielten Spieler, die die „Visioneer Edition“ kauften, das „Zombeyond Impossification Set“, das zu einem späteren Zeitpunkt als separate DLC-Pakete verfügbar gemacht wurde.
Das erste große DLC-Paket, Beyond eXtreme, sollte ursprünglich am 29. September zusammen mit einem Update erscheinen, das es den Spielern ermöglicht, ihre Kreationen online zu teilen. Am 18. September wurde es auf ein späteres Datum verschoben. Ein DLC-Paket zum Thema Chicken Run: Dawn of the Nugget wurde zusammen mit dem Film am 15. Dezember veröffentlicht.

## Resonanz
Laut dem Bewertungsportal Metacritic erhielten die PC- und PlayStation-5-Versionen des Spiels „gemischte oder durchschnittliche“ Bewertungen, während die Xbox-Series-X-Version „allgemein positive Bewertungen“ erhielt. In der Woche seiner Veröffentlichung war es das 38. meistverkaufte Videospiel in Großbritannien.